# ŻRKS (Тернопіль)
ŻRKS (ЖРКС, пол. Żydowski Robotniczy Klub Sportowy) — галицько-подільський єврейський етнічний клуб копаного м'яча у місті Тернопіль.
Відновив діяльність у 1922 році.
У 1930 році брав участь у розіграші першості Польщі в класі «С» разом з «Ягодою», «Поділлям», «Кресами», «Єгудою» та іншими.
У 1934 році — один з 8-ми найкращих футбольних клубів Тернопільського воєводства, які розігрували між собою першість Окружної ліги в класі «Б» (також український клуб «Поділля», польські  «Легіон», «Креси», усі — Тернопіль, «Спарта» (Теребовля), «Кресовіци» (Збараж, «Яніна» Золочів), також юдейська «Єгуда»).